# Bassia tianschanica
Bassia tianschanica är en amarantväxtart som först beskrevs av Nikolai Vasilievich Pavlov, och fick sitt nu gällande namn av Helmut E. Freitag och G. Kadereit. Bassia tianschanica ingår i släktet kvastmållor, och familjen amarantväxter. Inga underarter finns listade i Catalogue of Life.